# Santiago (Raqaypampa)
Santiago ist eine Ortschaft im Departamento Cochabamba im südamerikanischen Andenstaat Bolivien.

## Lage im Nahraum
Santiago ist der zweitgrößte Ort des Municipio Raqaypampa, das am 14. Juni 2017 als indigenes Autonomiegebiet unter eigenständiger Selbstverwaltung eingerichtet wurde und aus dem Kanton Molinero sowie einigen südlichen Bezirken der Kantone Tin Tin, Cauta und Vicho hervorgegangen ist, die alle vor der Gründung des neuen Municipios im südlichen Bereich des Municipio Mizque gelegen hatten. Der Ort liegt auf einer Höhe von 2873 m drei Kilometer nordöstlich des Oberlaufs des Río Novillero, einem linken Nebenfluss des bolivianischen Río Grande.

## Geographie
Santiago liegt in der Sierra de Catatiri, die sich zwischen Cordillera Oriental und Cordillera Central in Nord-Süd-Richtung erstreckt. Das Klima ist geprägt durch ganzjährig frühlingshafte Temperaturen und geringe Niederschläge.
Die Jahresdurchschnittstemperatur der Region liegt bei etwa 20 °C (siehe Klimadiagramm Mizque) und einem Jahresniederschlag von 550 mm. Der Sommer von Oktober bis März weist monatliche Durchschnittstemperaturen von 22 °C auf, kälteste Monate sind Juni und Juli mit gut 17 °C. Von April bis Oktober herrscht Trockenzeit mit Niederschlägen unter 20 mm, der Sommer weist von Dezember bis Februar Niederschläge von 110 bis 135 mm auf.

## Verkehrsnetz
Santiago liegt 246 Straßenkilometer südöstlich von Cochabamba, der Hauptstadt des Departamentos.
Von Cochabamba aus führt eine Landstraße in südöstlicher Richtung durch das Valle Alto nach Mizque, von dort die Nationalstraße Ruta 23 in südlicher Richtung nach Aiquile.
Am Nordwestrand von Aiquile trifft die Ruta 23 an der „Plazuela de la Juventud Aiquileña“ auf die Ruta 5, und hier zweigt eine unbefestigte Landstraße in nordwestlicher Richtung ab, die nach 28 Kilometern Santiago erreicht und weiter nach Raqay Pampa führt.

## Bevölkerung
Die Einwohnerzahl der Ortschaft ist in dem Jahrzehnt zwischen den beiden letzten Volkszählungen leicht angestiegen:
| Jahr | Einwohner         | Quelle       |
| ---- | ----------------- | ------------ |
| 1992 | keine Detaildaten | Volkszählung |
| 2001 | 228               | Volkszählung |
| 2012 | 261               | Volkszählung |
| 2024 |                   | Volkszählung |